# Strašidla na Kulíkově
Strašidla na Kulíkově je český večerníček, premiérově vysílaný v roce 2010. Scénář napsali Stanislav Havelka a Petr Chvojka, namluvil Josef Abrhám, hudbu složil Petr Skoumal, nakreslil Vladimír Renčín a režíroval Jiří P. Miška.
Seriál volně navazuje na večerníček O zvířátkách pana Krbce.
Pan kastelán Krbec a jeho zvířátka připravují na hradě Kulíkově velké oslavy. Za hradním pánem, duchem Ruprechtem, přichází mnoho prapodivných strašidel poblahopřát mu k významnému jubileu. S nezvyklými návštěvníky nebude o dobrodružství nouze.

## Seznam dílů
1. Bílá paní je první
2. Přichází bezhlavý rytíř
3. Noční návštěva
4. Ohnivý pes
5. Nepodařený únos
6. Plivníci
7. Návštěvníci z Transylvánie
8. Dárek pro Bílou paní
9. Jeskyňka a pacholíček Kokeš
10. Kokeš hejtmánkem
11. Kastelán musí mít přehled
12. Tři sudičky
13. Veliká sláva nakonec